# Ferdinand Georg Waldmüller
Ferdinand Georg Waldmüller (n. 15 ianuarie 1793, Viena -- d. 23 august 1865, Hinterbrühl) a fost un scriitor și pictor austriac. Waldmüller a fost unul dintre cei mai importanti pictori austrieci din perioada Biedermeier a artei europene.

## Cariera
Ferdinand Georg Waldmüller a studiat pentru scurt timp în anul 1807 la Academia de Arte Frumoase din Viena. În anul 1811 a lucrat ca profesor de artă pentru copii Contelui Gyulay din Croația, după care a revenit la Academia din Viena unde a studiat arta portretului. În anul 1814 s-a căsătorit cu cântăreața Katharina Weidner. Anul 1817 îl găsește stabilit la Viena unde a executat o serie de copii după mari maeștri. A realizat o mulțime de portrete, scene de gen și peisaje. În anul 1823 a realizat portretul lui Ludwig van Beethoven. În ultima parte a creației sale Waldmüller a fost interesat de peisagistică, fapt pentru care a executat multe lucrări de peisaj după natură. El a susținut teza cum că studiul aprofundat după natură ar trebui să fie la baza artei în pictură. Acestea sunt operele sale cele mai cunoscute, lucrări în care transpare fina cunoaștere a naturii prin modul de expunere a cromaticii elementelor compoziționale.
Ferdinand Georg Waldmüller a fost profesor al Academiei de Arte Frumoase din Viena începând din anul 1819. Opiniile sale privitoare la modul de organizare a academiei precum și a conceptele novatoare ale artei au fost în opoziție cu doctrinele pe care le aveau oficialitățile Academiei din Viena. După ce Waldmüller și-a publicat lucrările sale în domeniul educației artistice, el a fost silit să se retragă din academie în anul 1857. În anul 1863 a fost reabilitat în cercurile artistice vieneze și în anul 1865 a fost înnobilat.
Ferdinand Georg Waldmüller a fost cel mai important reprezentant al stilului Beidermeier în pictura europeană. Prin stilul său a influențat o întreagă generație de artiști. Fiind avocatul observării elementelor naturii și a picturii plein air, precum și critic al picturii academice, Ferdinand Georg Waldmüller a fost și-a devansat epoca.
Waldmüller a murit pe 23 august 1865 în Hinterbrühl, Austria.

## Galerie

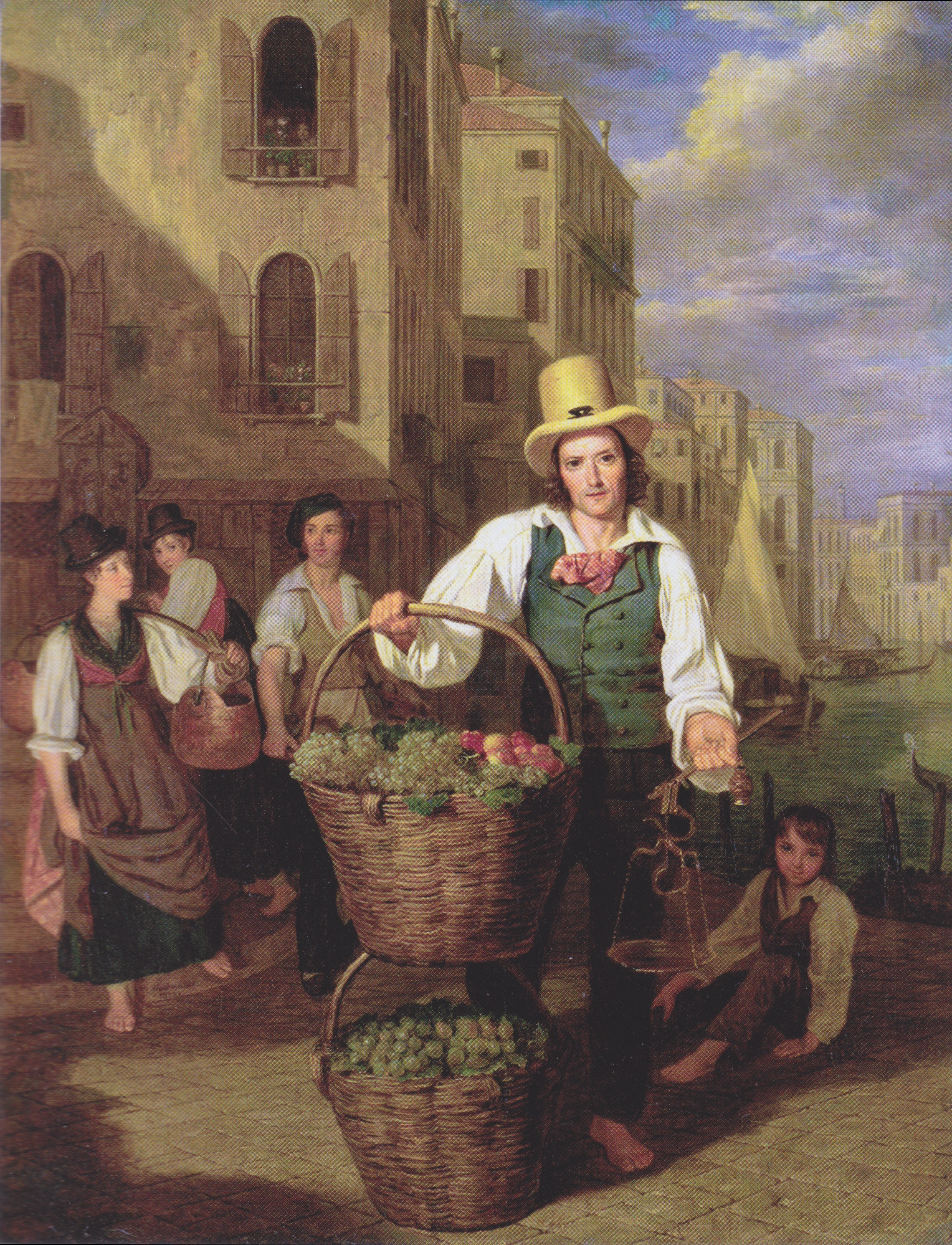
Vânzător de fructe venețian, (1826)
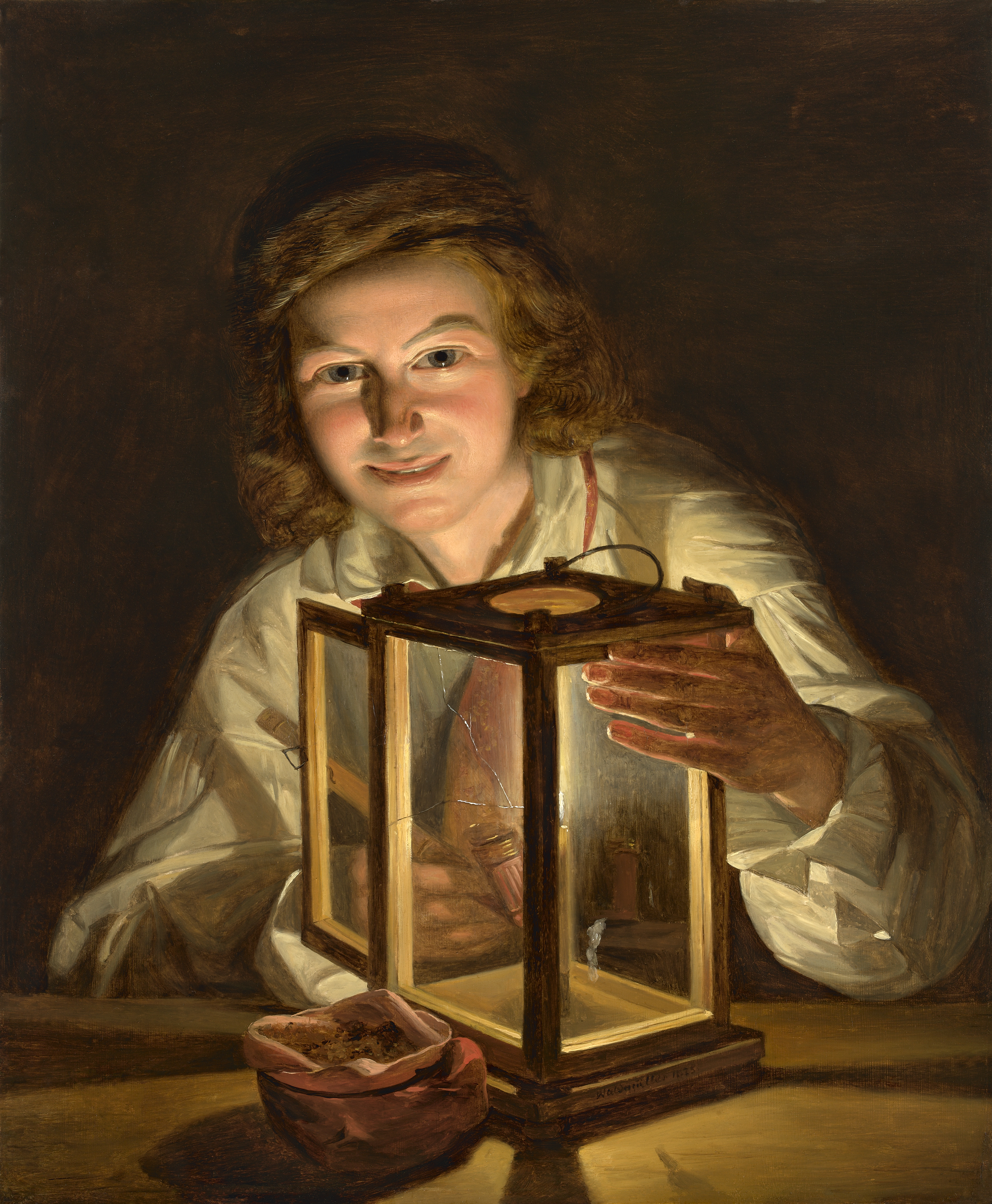
Autoportret cu lămpaș, (1825)
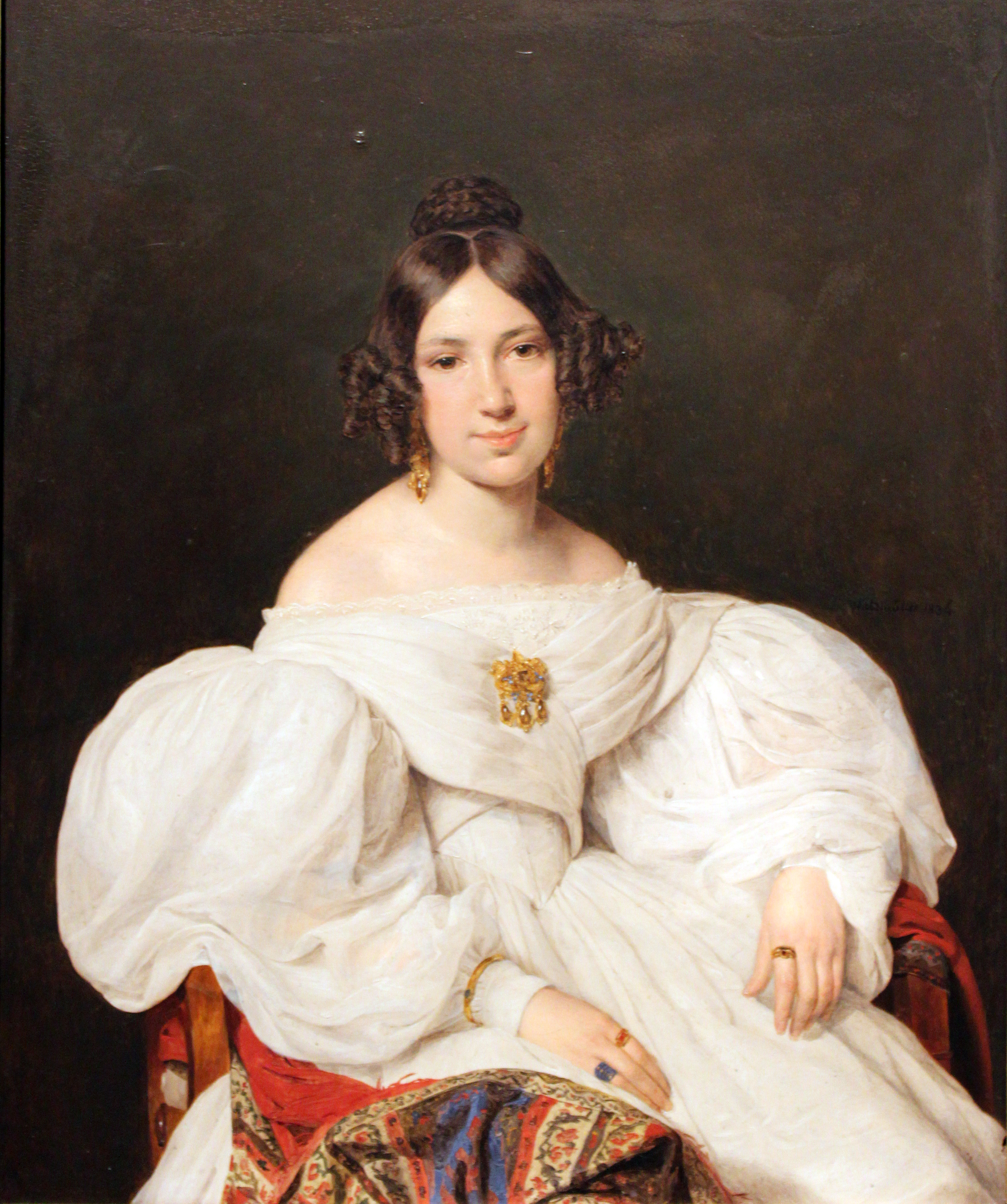
Louise Mayer (1836)
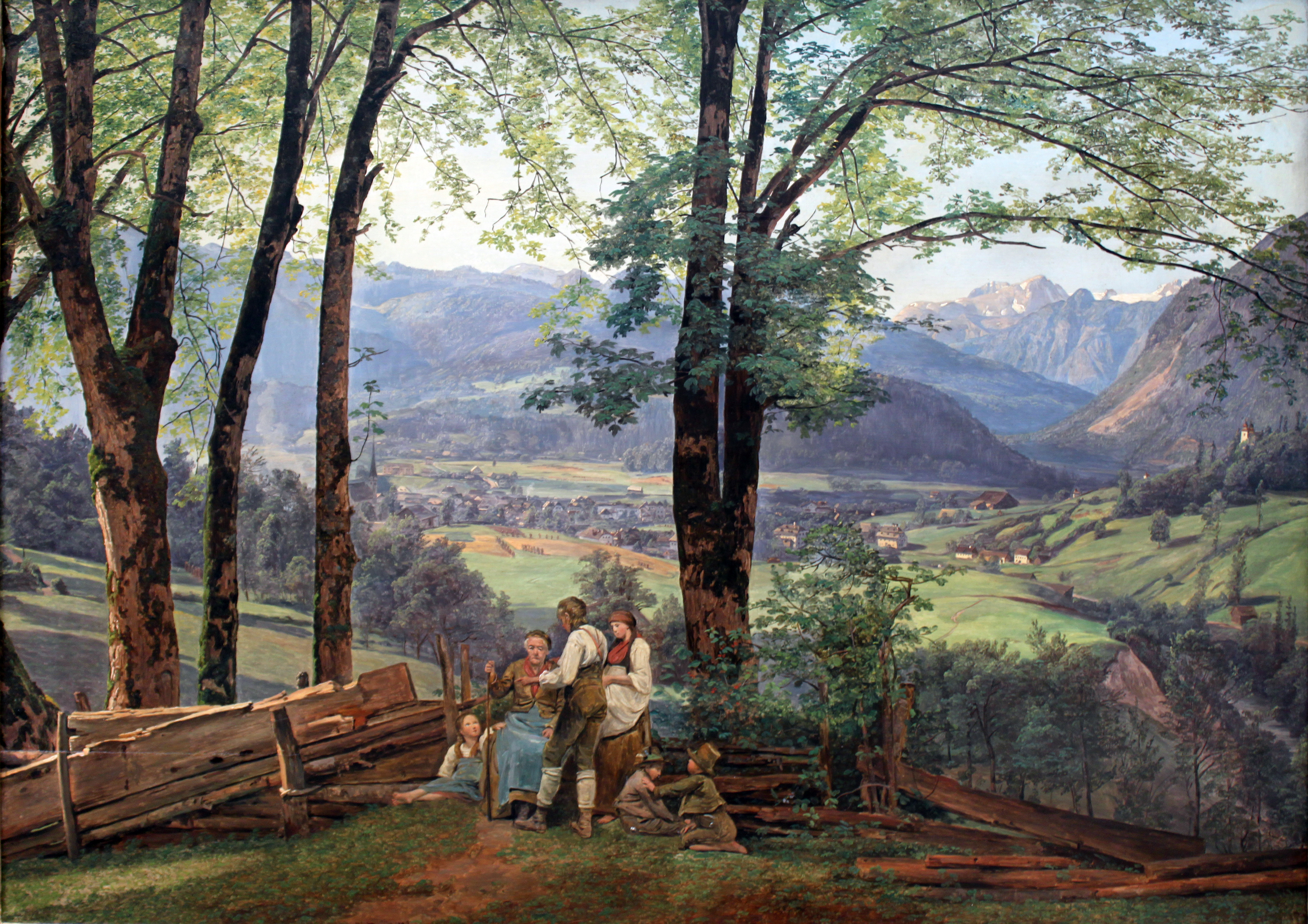
View of Ischl (1838)
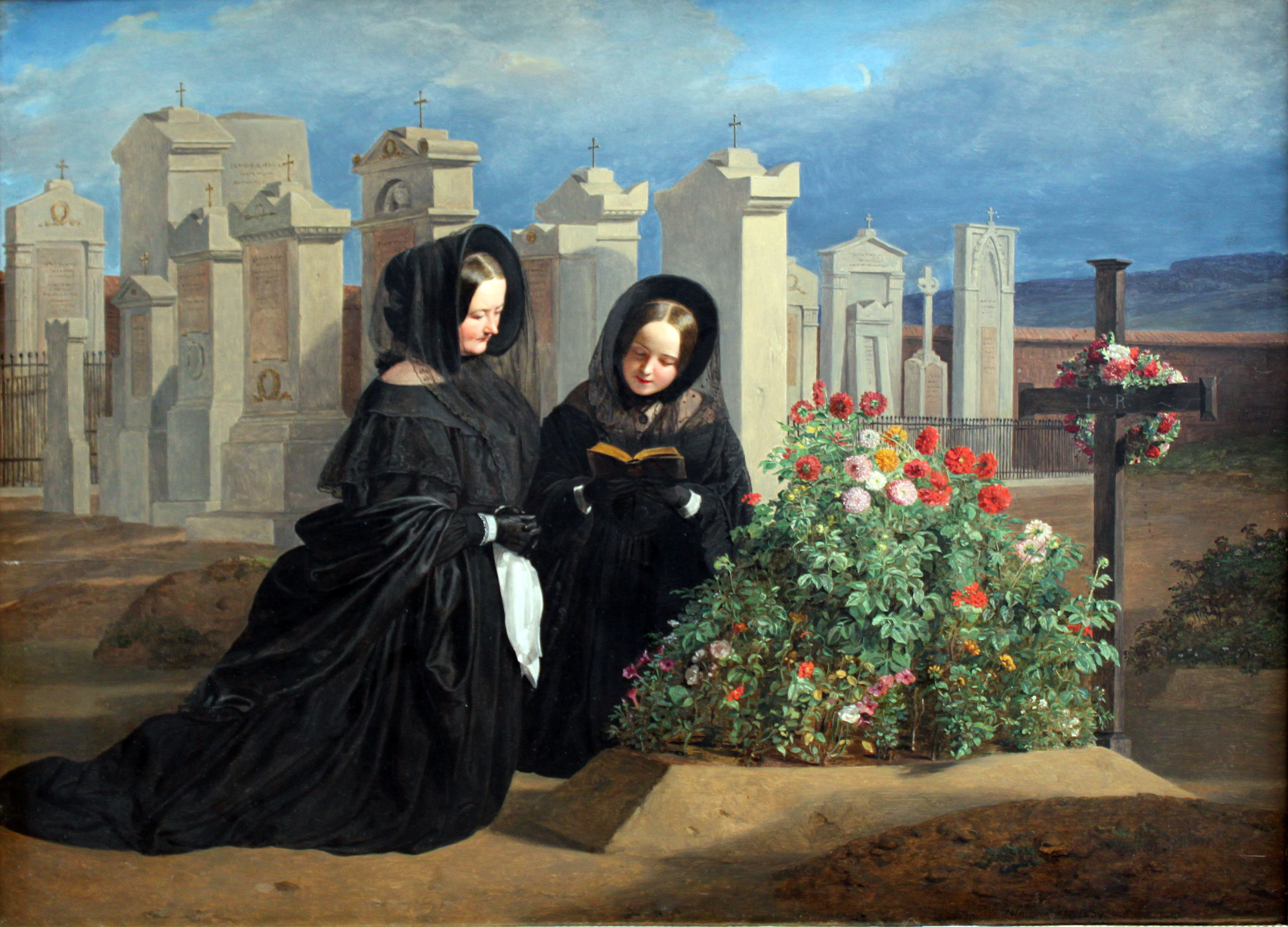
De Ziua Tuturor Sufletelor, (1839)
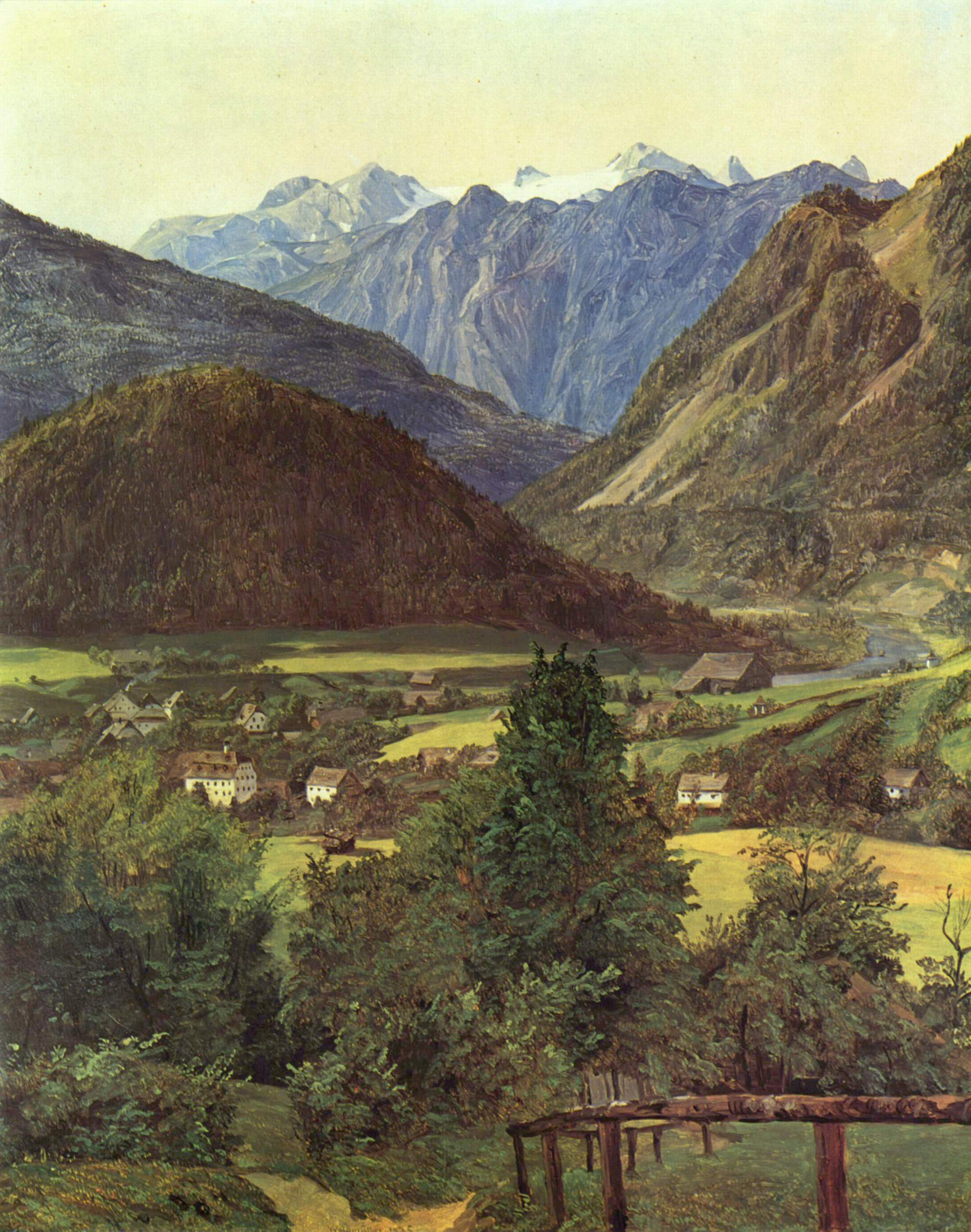
Dachstein, 1939
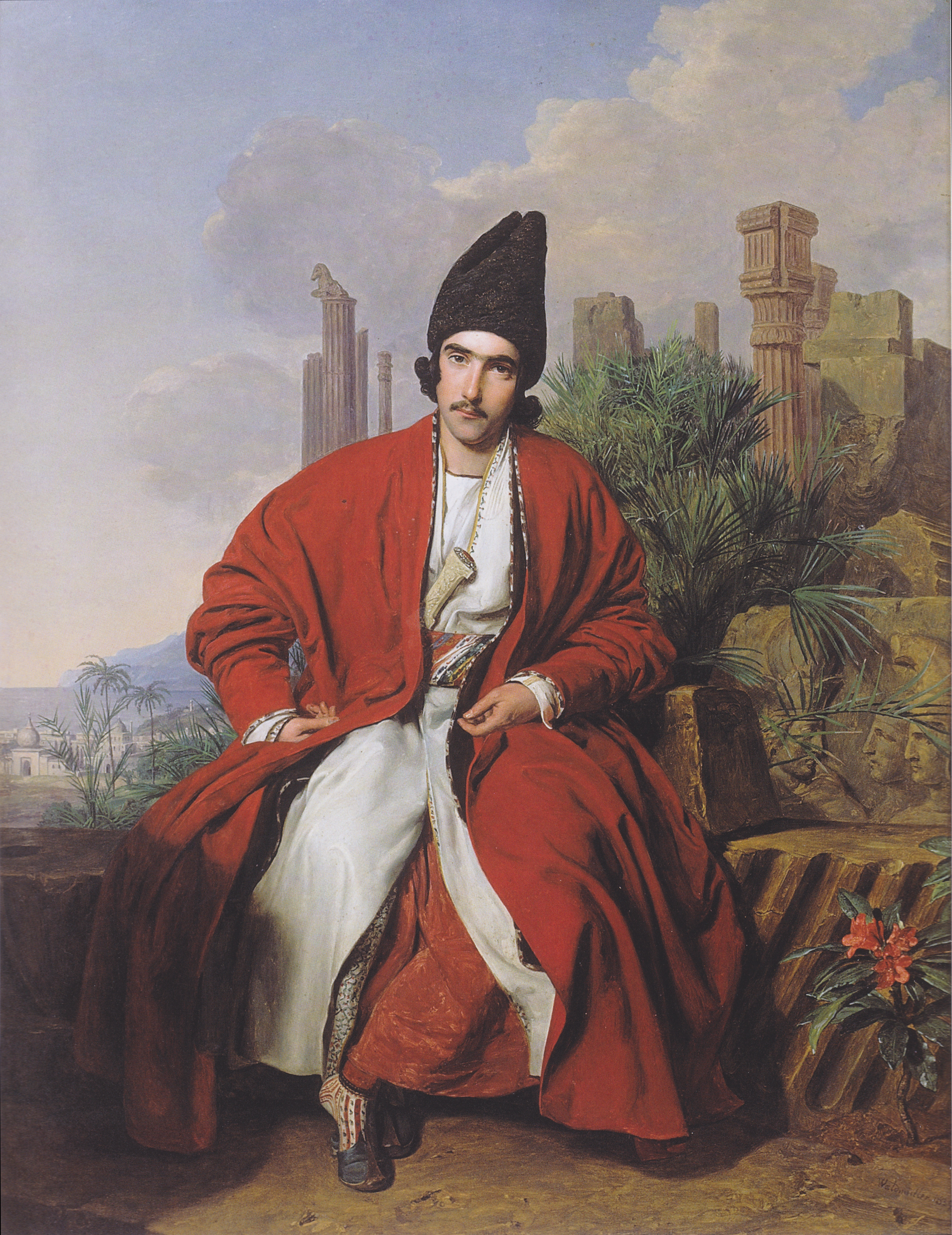
Un bărbat grec în haina roșie, 1939
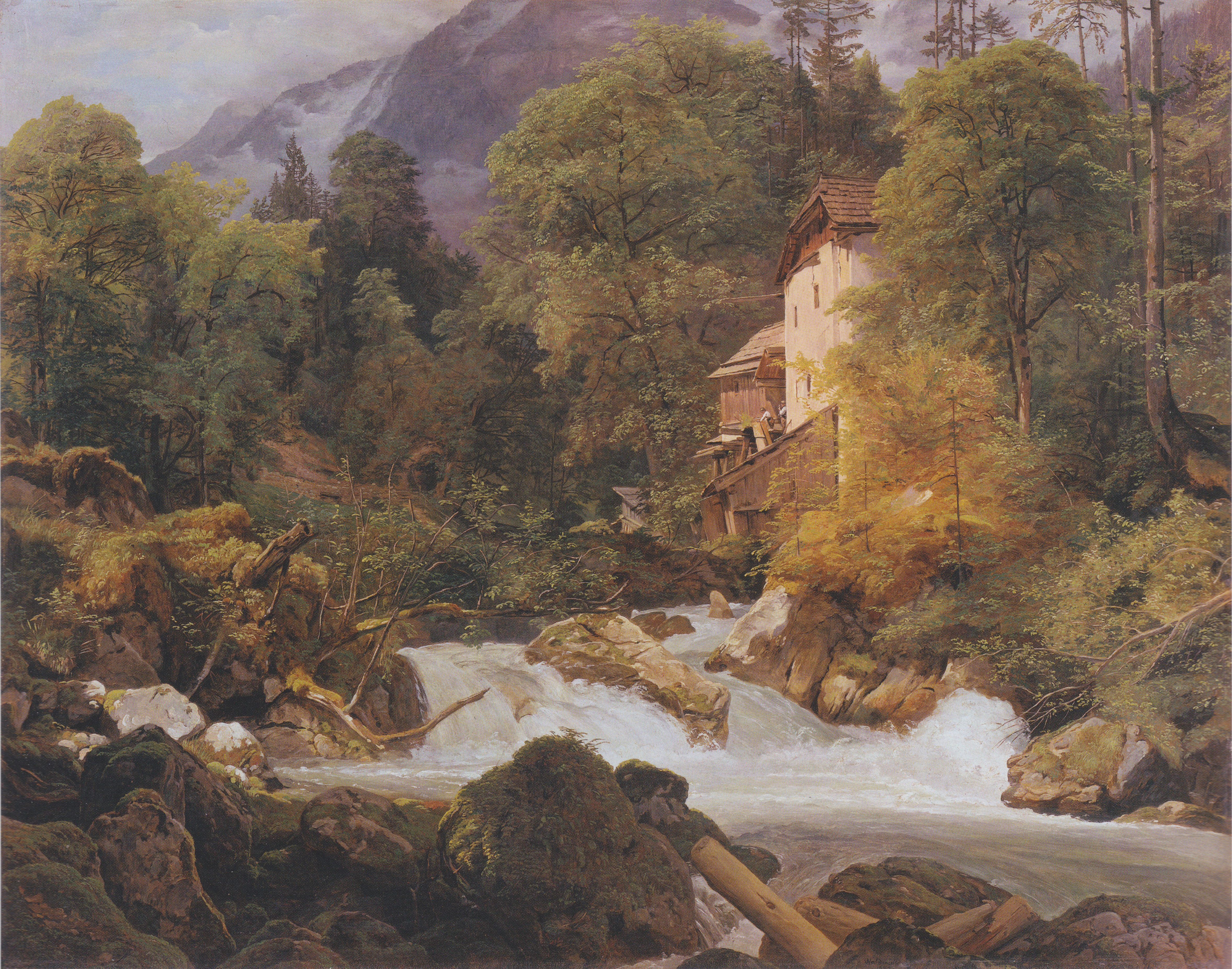
Cascada, 1840
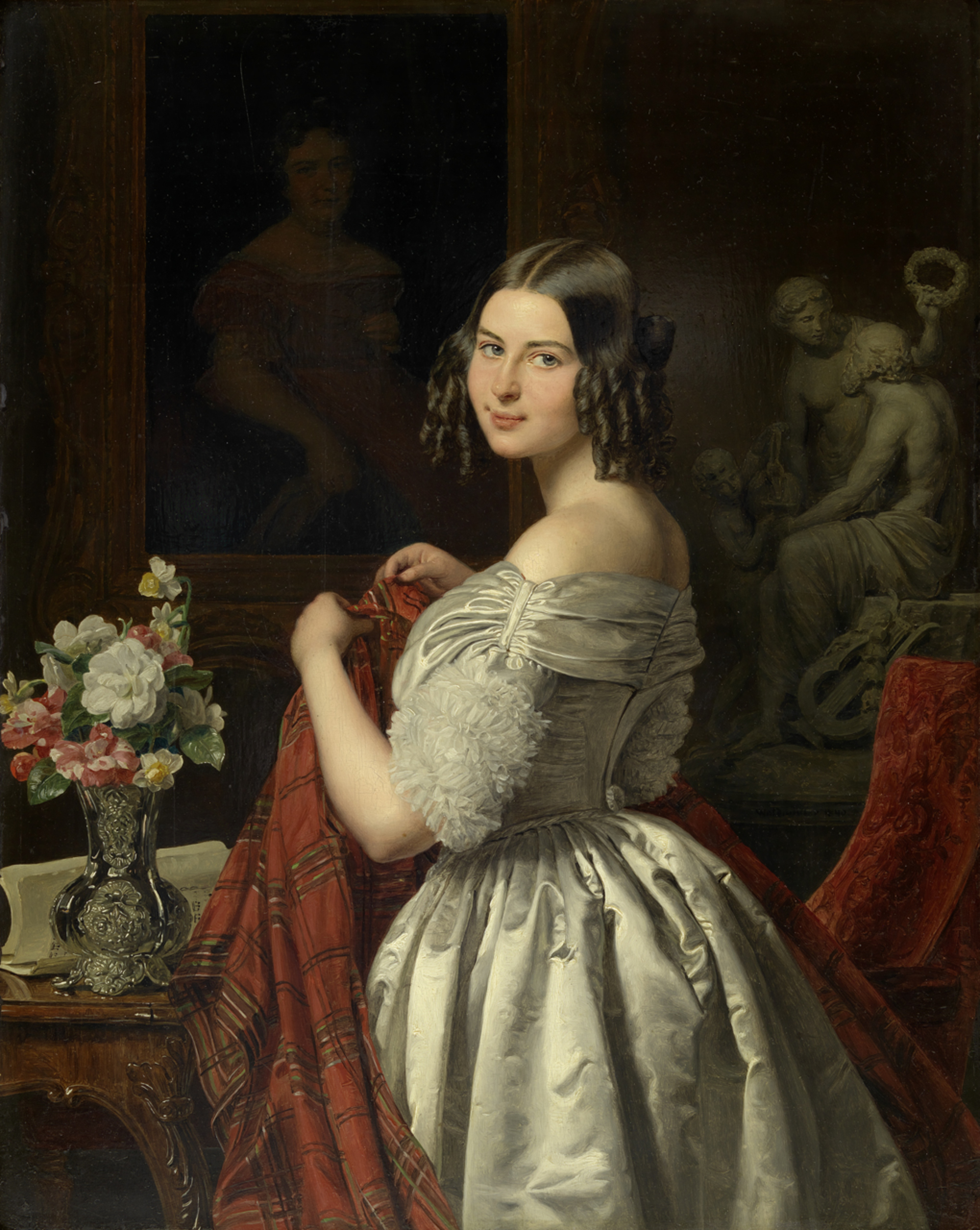
Tânără femeie, 1840
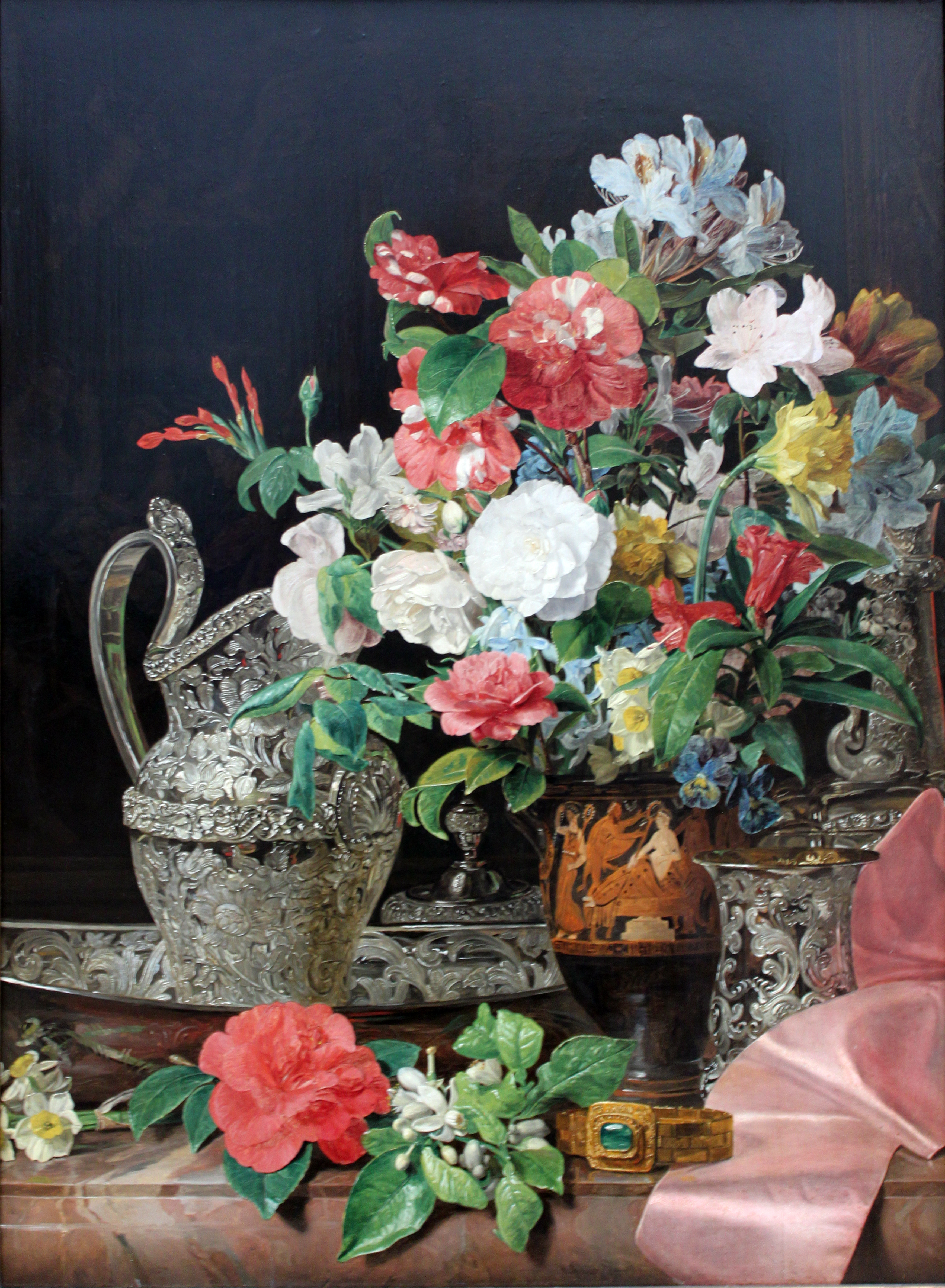
Natură moartă, (1840)
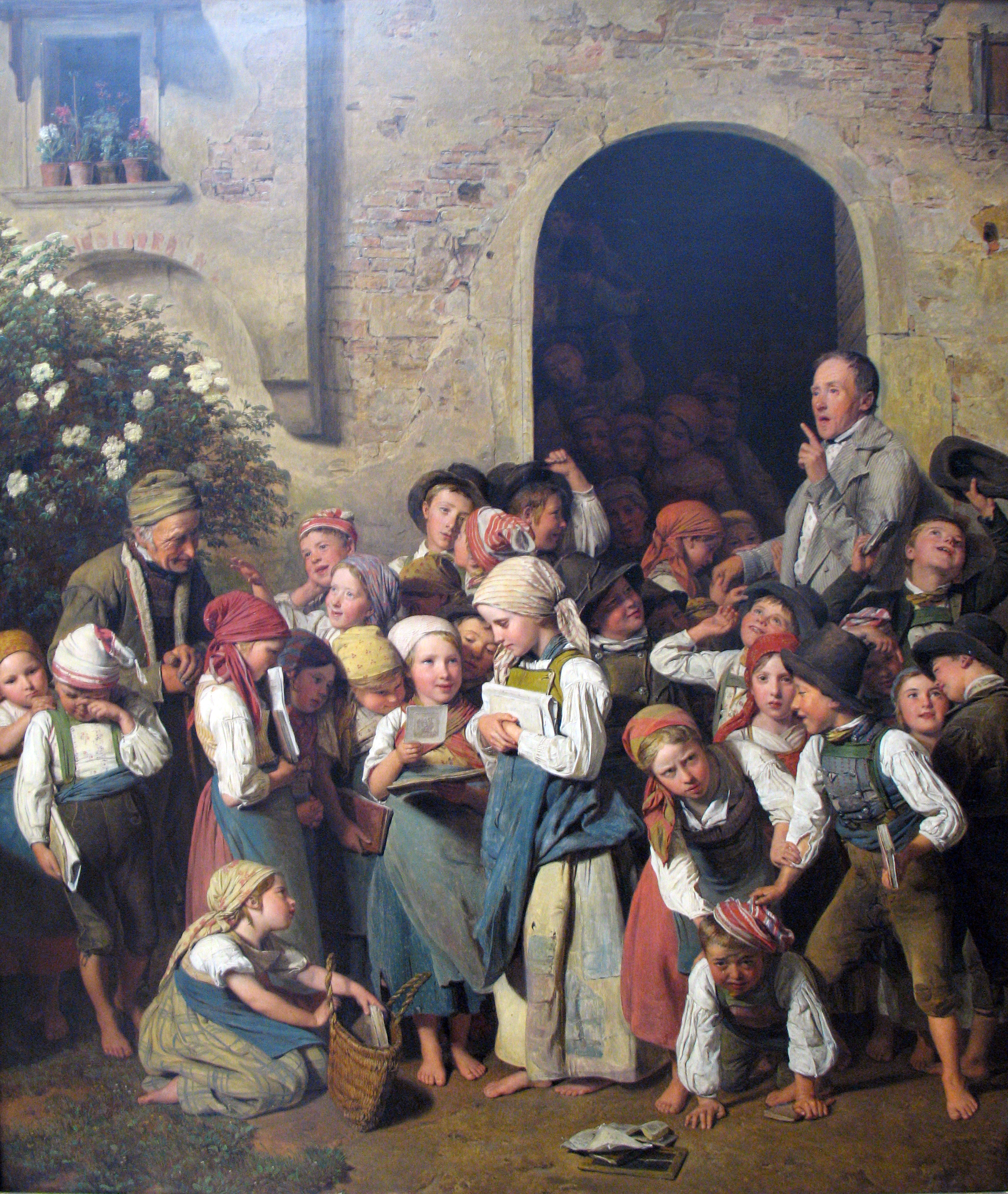
După școală (1841)
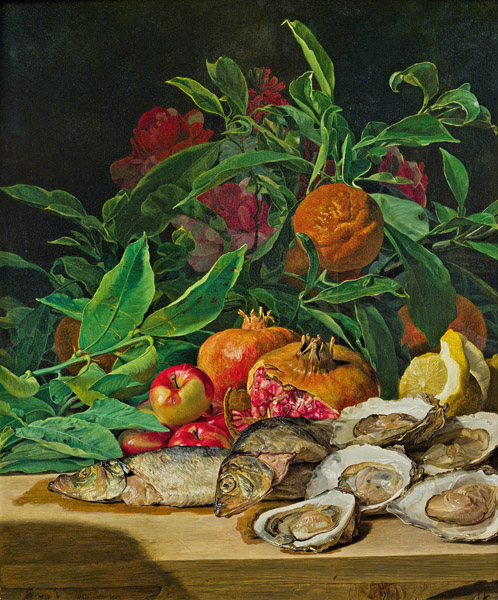
Natură moartă, 1842
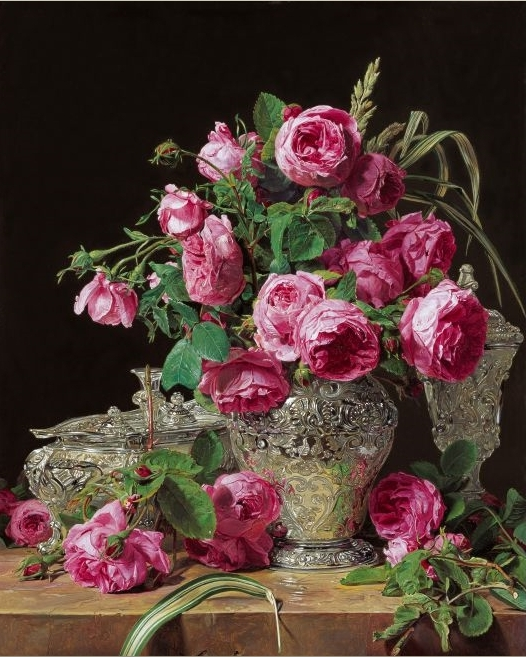
Trandafiri, (1843)
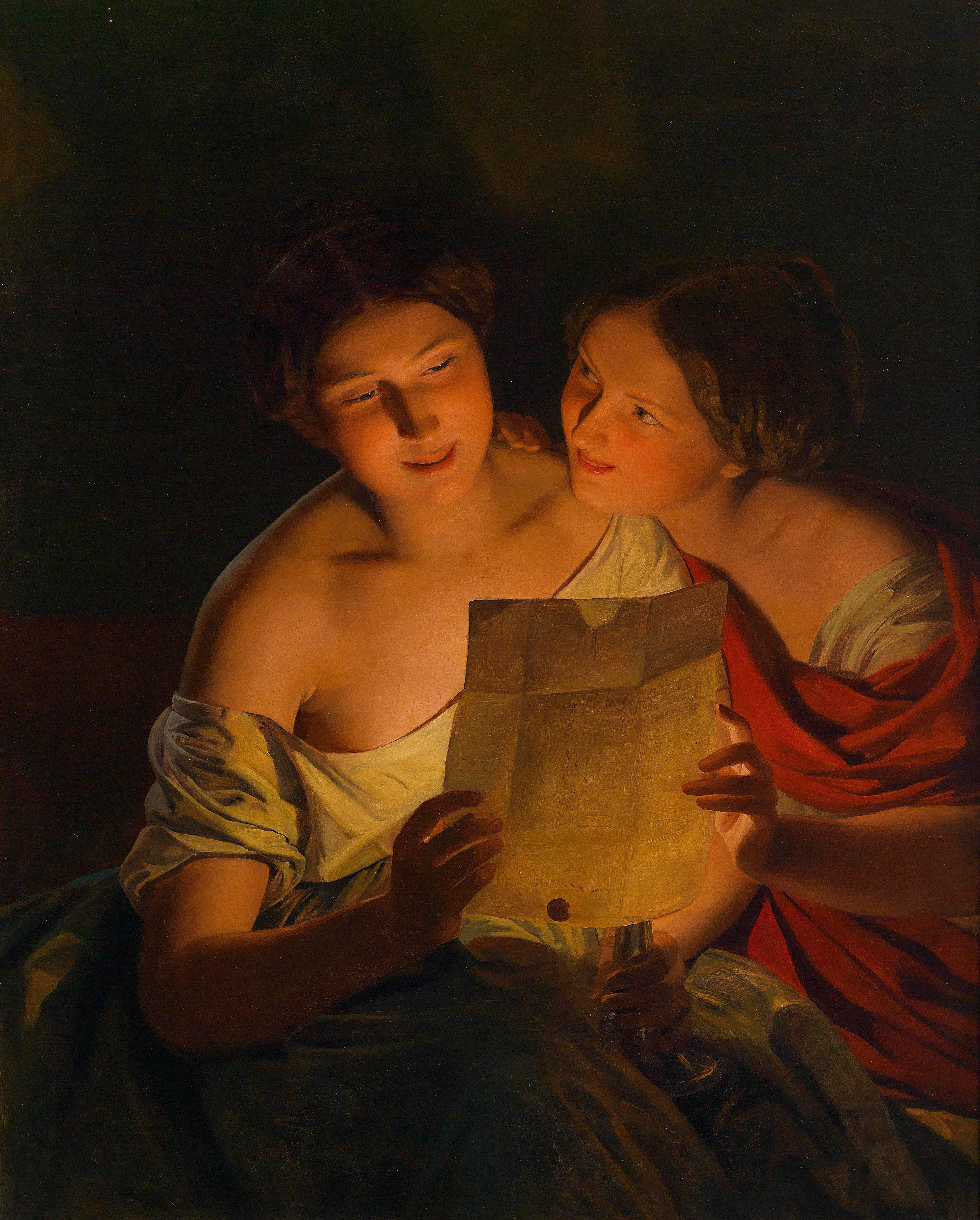
Scrisoare de dragoste, (1849)
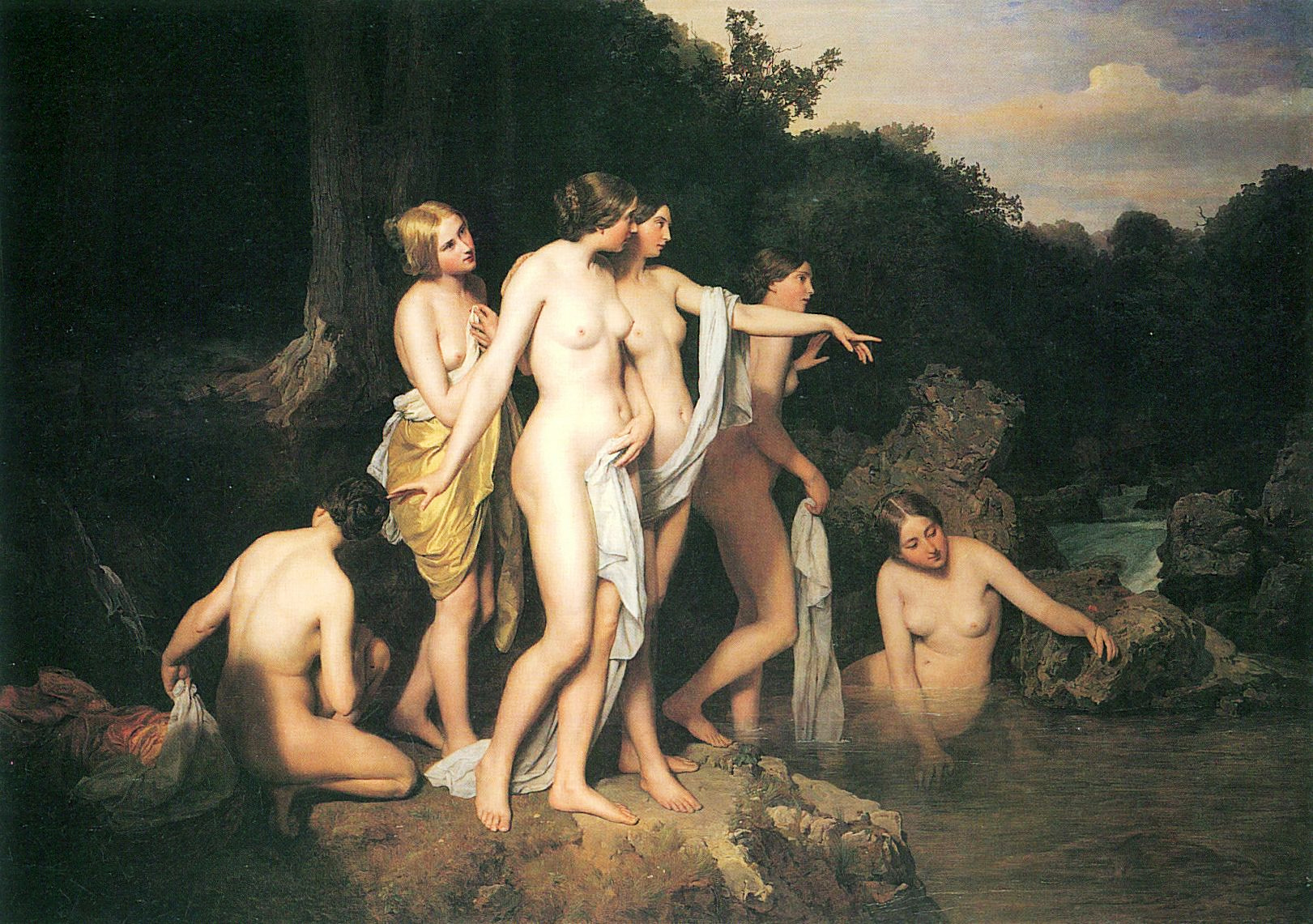
Scăldătoarea, (c. 1848–1849)
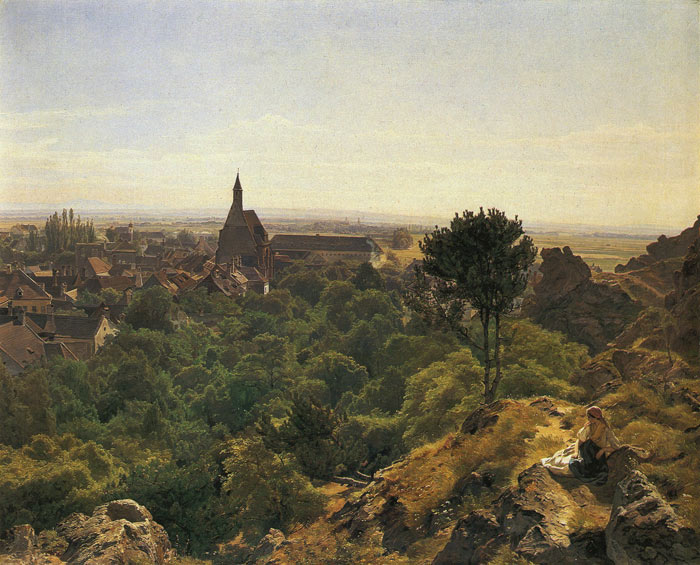
Zi însorită
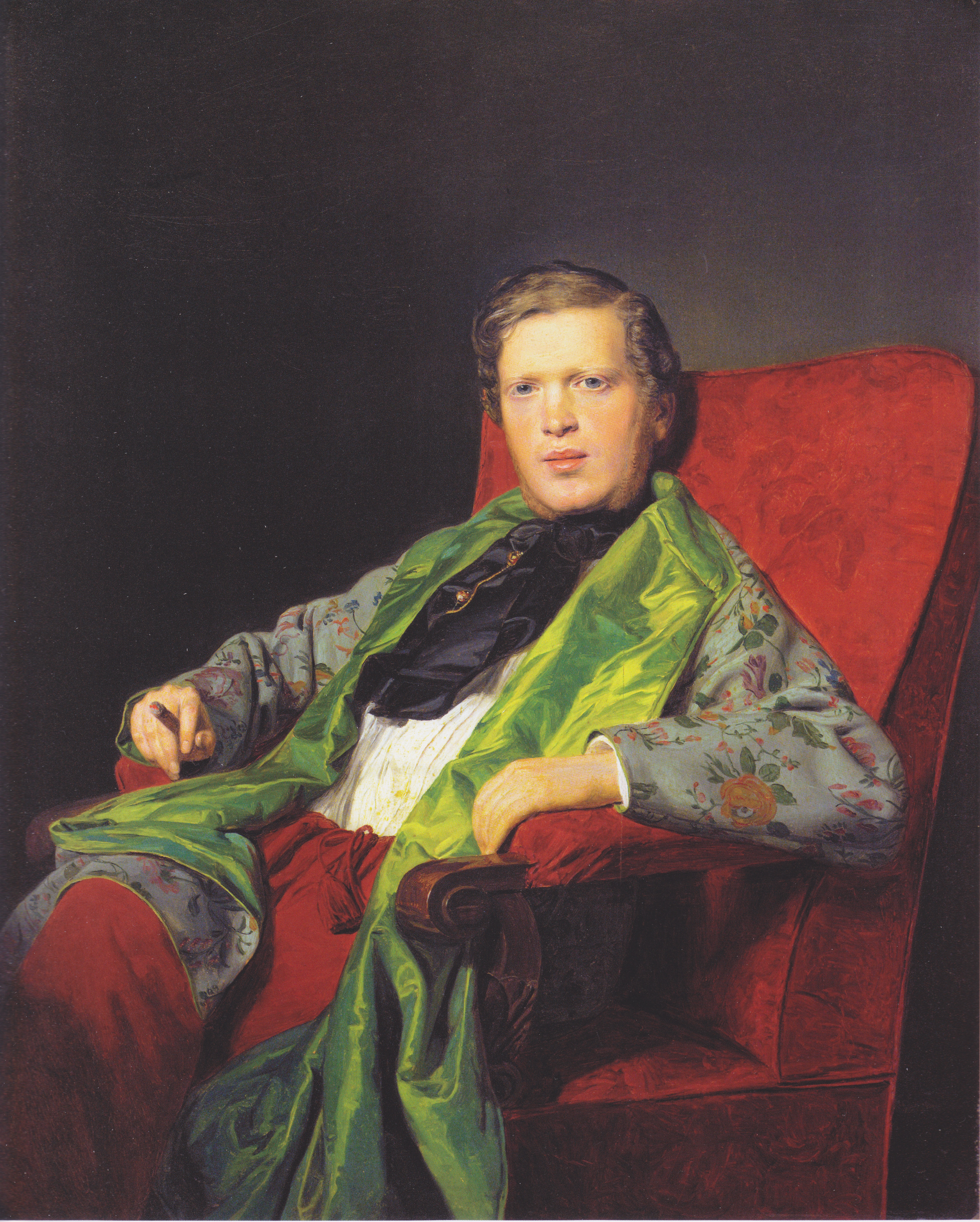
Emanuel Ritter von Neuwall
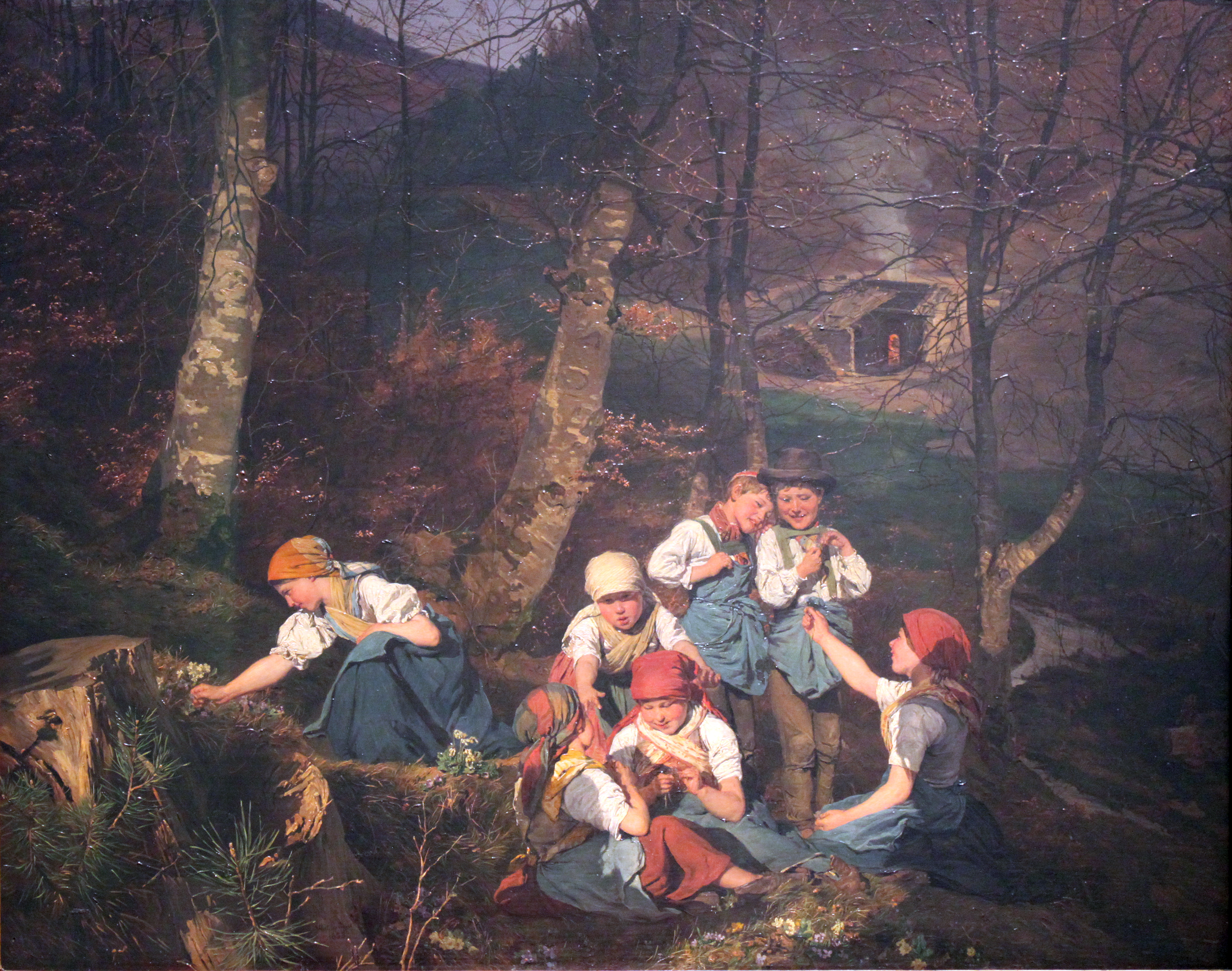
Copii în pădure, (1858)
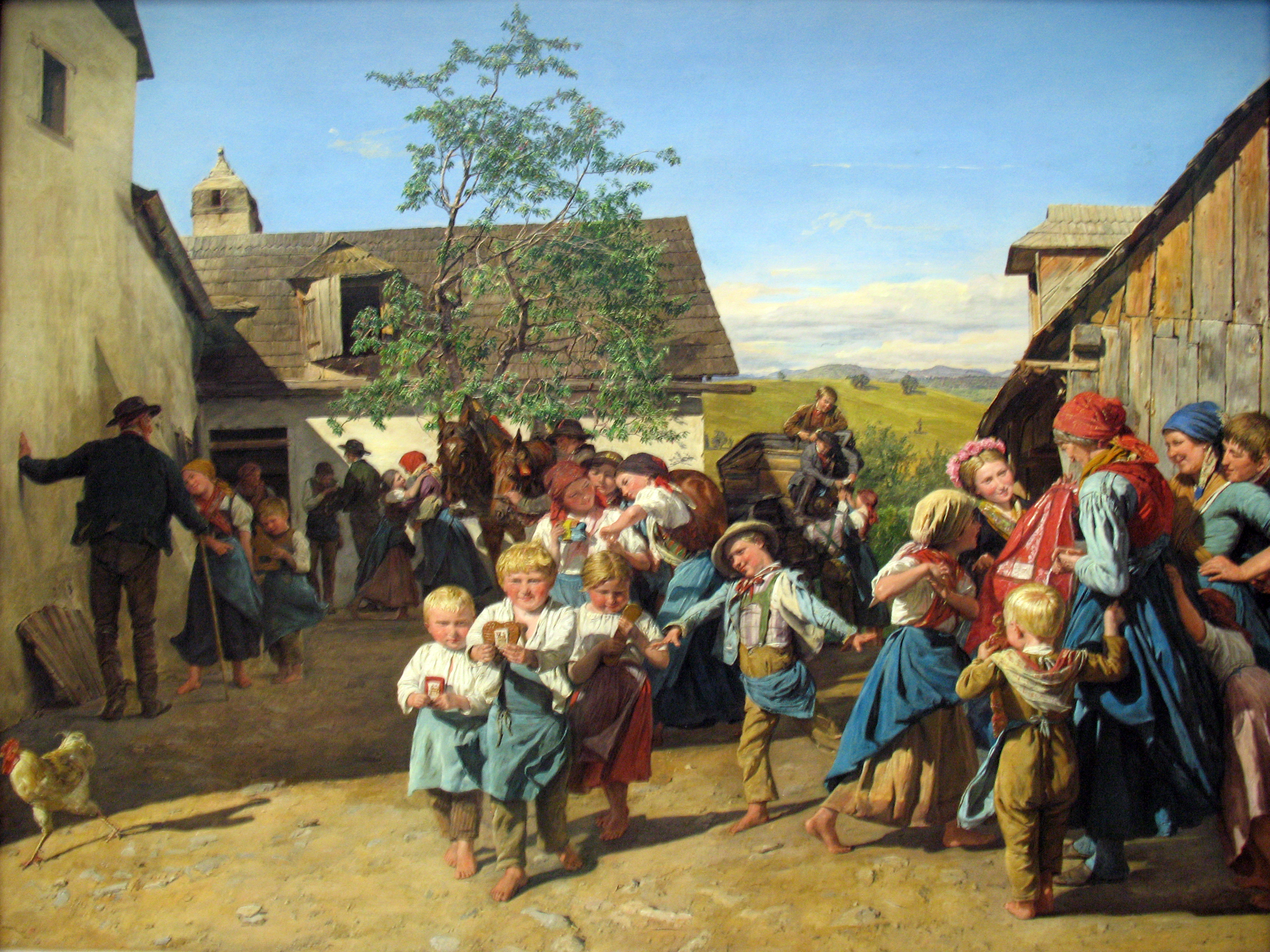
Întoarcere de la Biserica Fair (1859)
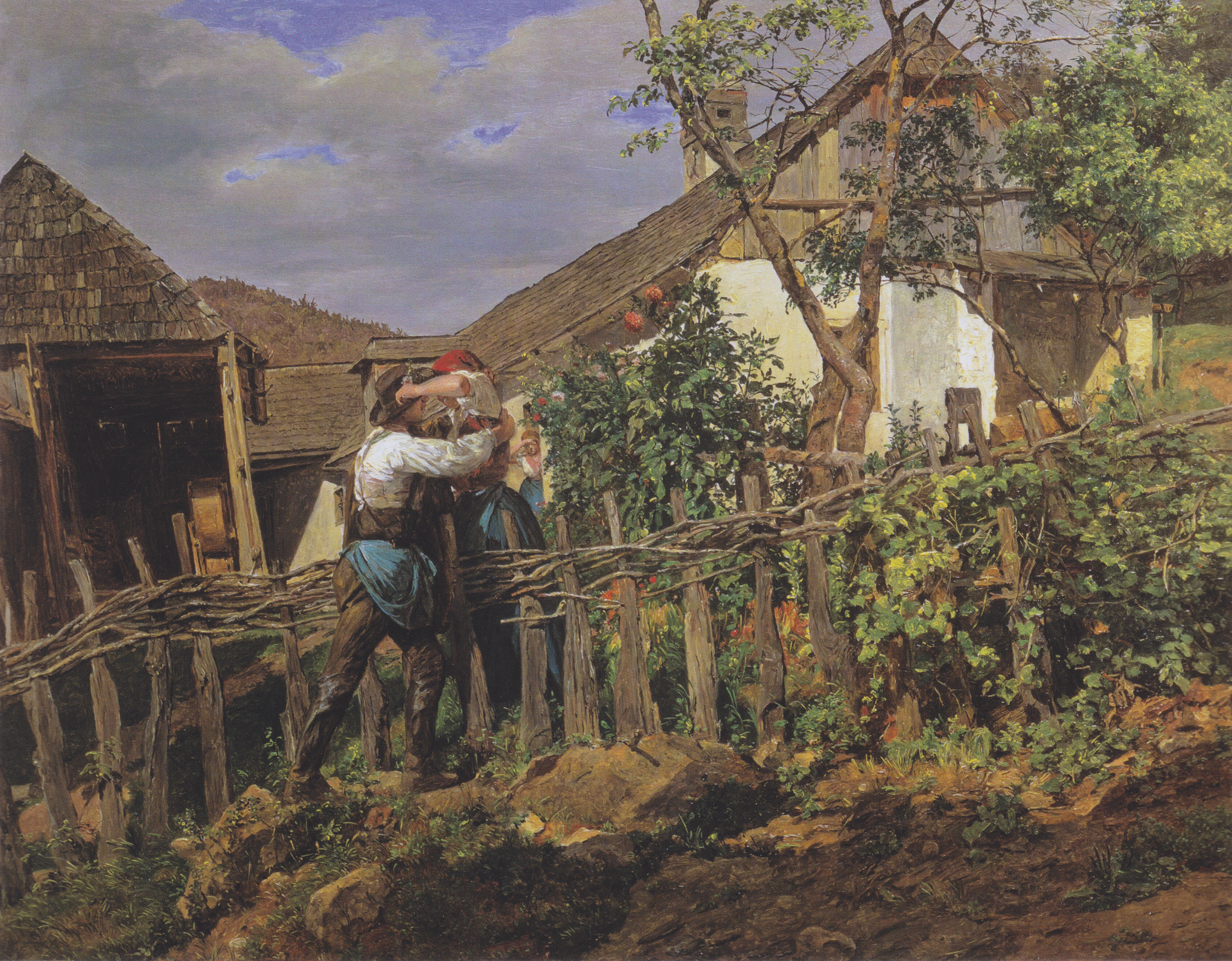
Vecinii, (1859)
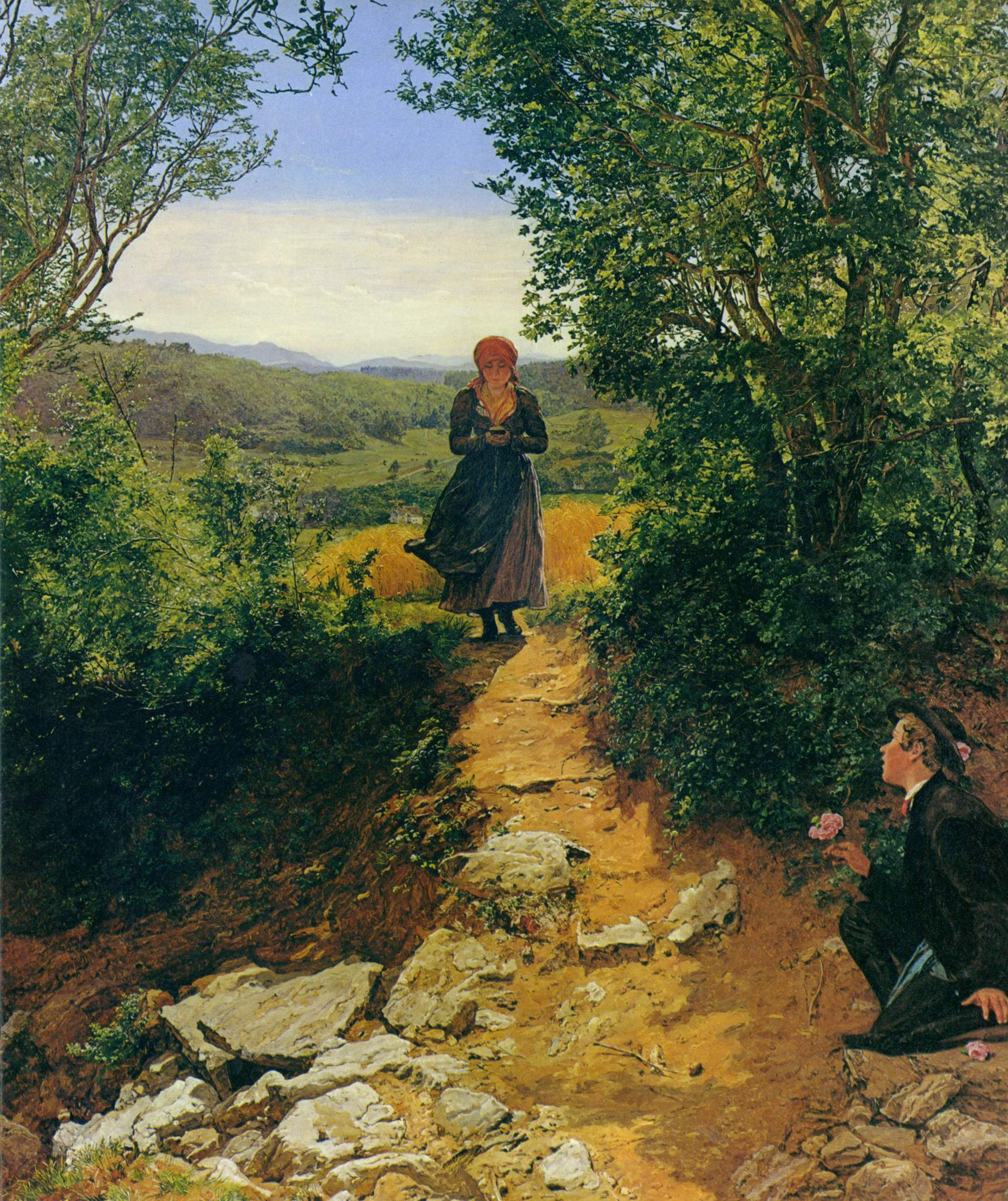
Die Erwartete (The Expected; 1860)
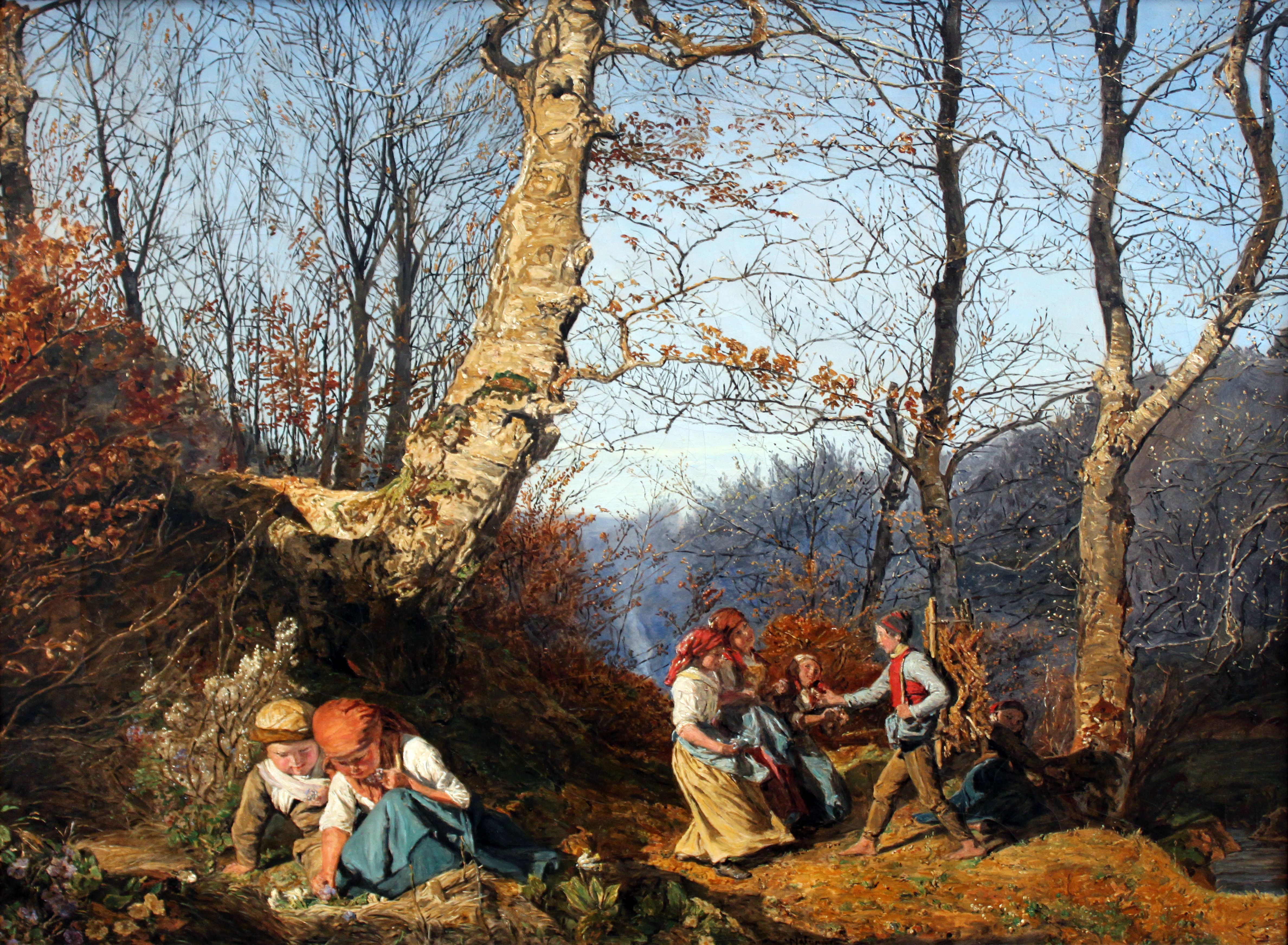
Primăvara devreme în pădurea Vienei, (1864)

## Articole conexe
- Listă de artiști plastici și arhitecți austrieci